# Cryptocephalus stragula
Cryptocephalus stragula là một loài bọ cánh cứng trong họ Chrysomelidae. Loài này được Rossi miêu tả khoa học năm 1794.